# Mikey Madison
Ne doit pas être confondu avec Michael Madsen.
Mikaela Madison Rosberg, dite Mikey Madison, née le 25 mars 1999 à Los Angeles (Californie), est une actrice américaine.
Elle commence sa carrière dans des courts-métrages et est d'abord remarquée pour son rôle d'adolescente dans la série comique Better Things (2016-2022). Elle joue ensuite le rôle de Susan Atkins, membre de la secte de Charles Manson, dans Once Upon a Time… in Hollywood (2019) de Quentin Tarantino et celui d'Amber Freeman dans le film d'horreur Scream (2022).
Elle est acclamée pour sa performance avec son rôle de strip-teaseuse dans le film Anora (2024) de Sean Baker pour laquelle elle remporte l'Oscar de la meilleure actrice pendant la 97e cérémonie des Oscars. À cette occasion, elle devient la première personne de la génération Z à remporter un Oscar d'interprétation.

## Biographie

### Jeunesse et formation
Mikaela Madison Rosberg naît le 25 mars 1999 à Los Angeles, en Californie, et grandit dans la vallée de San Fernando au sein d'une famille juive ashkénaze. Ses deux parents sont psychologues. Elle a deux frères, dont l'un est son jumeau, et deux sœurs.
Elle a vécu à Santa Clarita, une banlieue de Los Angeles, pendant les premières années de sa vie, avant que sa famille ne déménage dans le quartier de Woodland Hills. Scolarisée à domicile après sa septième année, elle suit une formation de cavalière de compétition, se destinant à l'origine à l'équitation, puis se tourne ensuite vers le cinéma, devenant actrice à l'âge de 14 ans.

### Carrière
En 2013, Mikey Madison commence sa carrière d'actrice en apparaissant dans les courts-métrages Retirement et Pani's Box. L'année suivante, elle apparaît dans Bound for Greatness puis dans son premier long métrage, Liza, Liza, Skies Are Grey, qui sort en 2017.
En 2016, elle commence à interpréter le rôle principal de Max Fox, un adolescent maussade, dans la série comique dramatique Better Things, créée par Louis C.K. et Pamela Adlon qui s'achève en 2022. De 2017 à 2018, elle joue en tant qu'invitée dans la série de comédie dramatique Imposters, diffusée sur Bravo. En 2018, elle apparaît dans les films dramatiques Monster et Nostalgia.

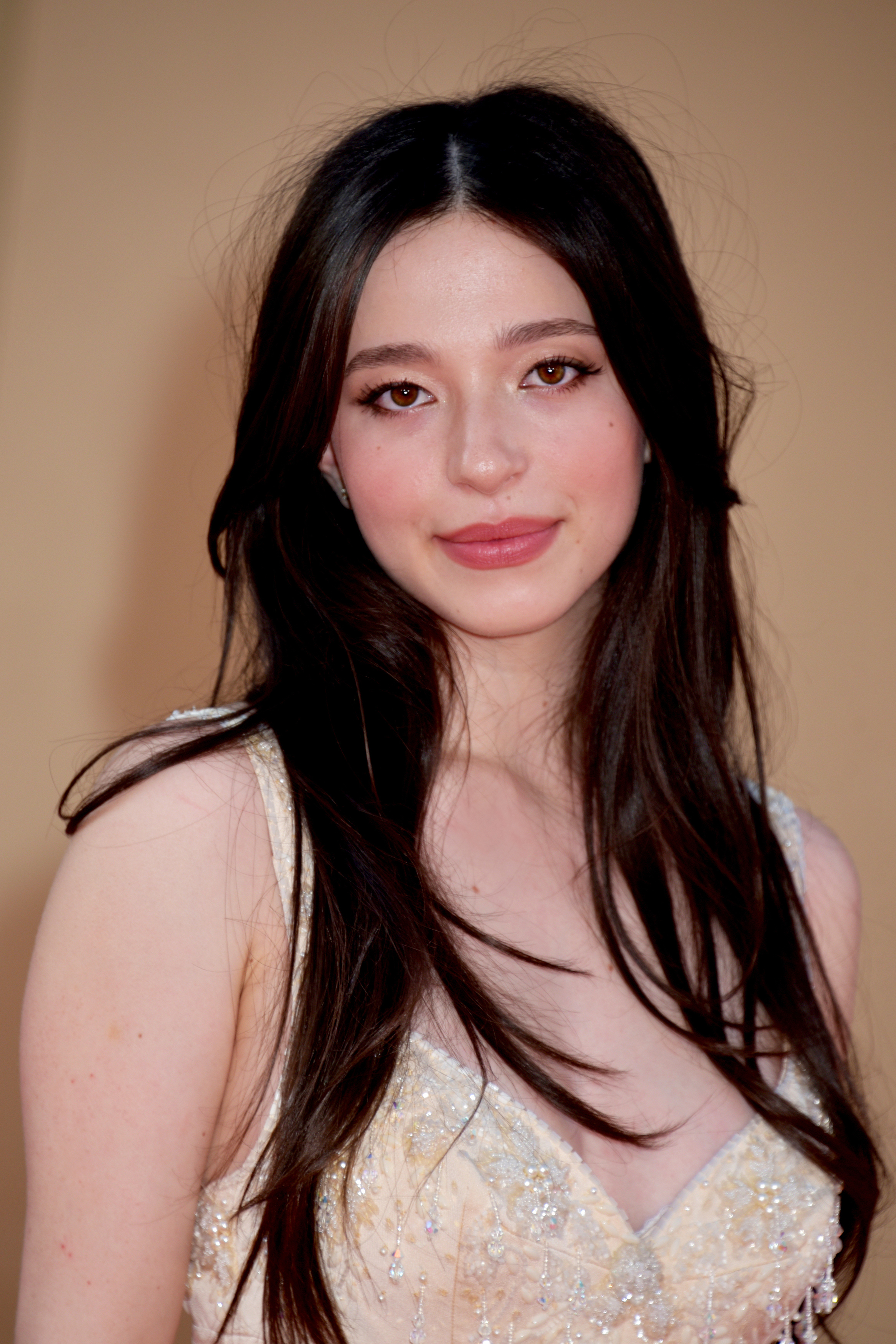
Mikey Madison à l'avant-première de Once Upon a Time… in Hollywood à Hollywood, en Californie (2019).

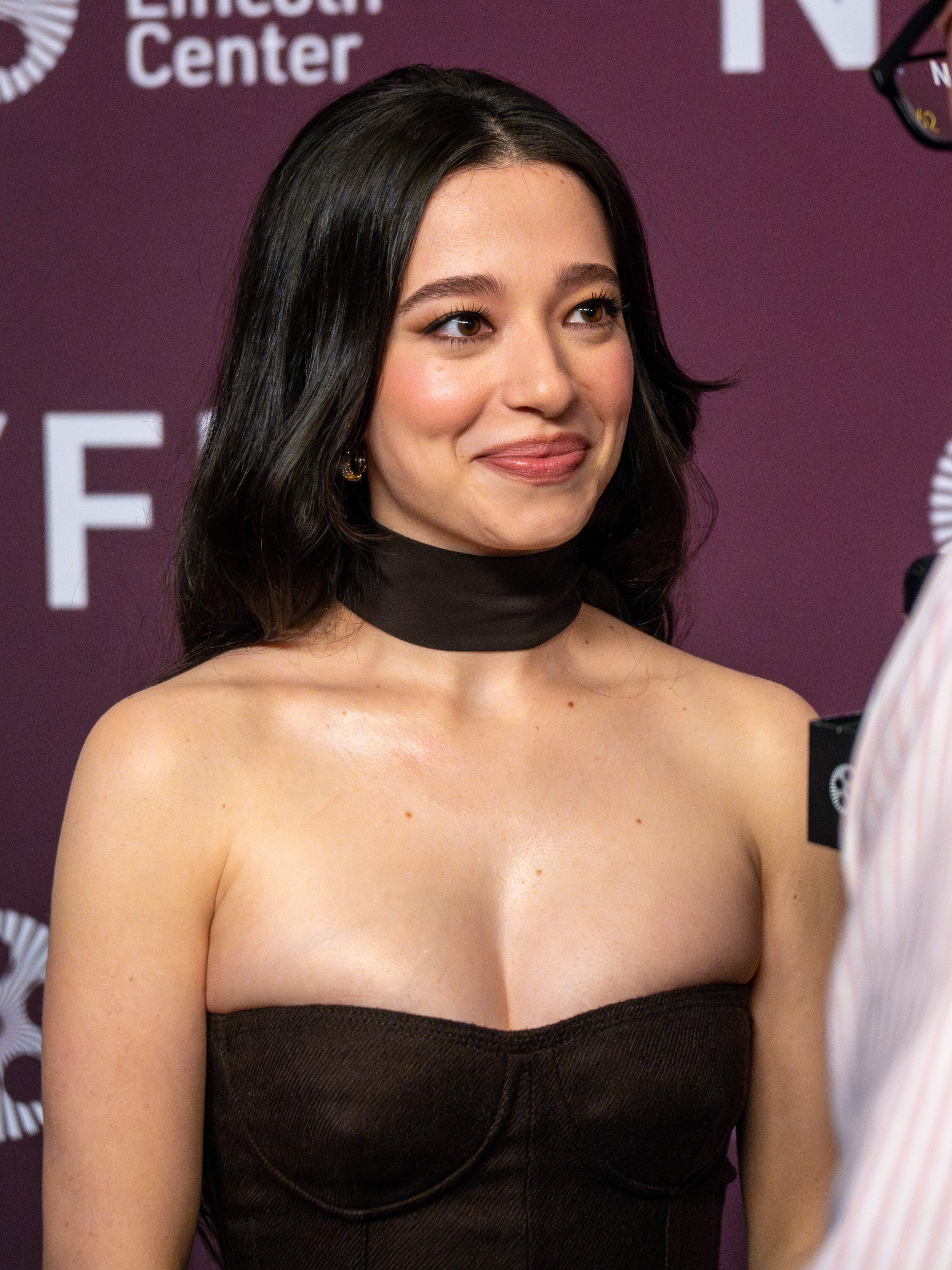
Mikey Madison lors du 62Ème festival du film de New York au Alice Tully Hall de Broadway pour le film Anora (2024).

En 2019, Mikey Madison est pour la première fois remarquée dans le rôle de Susan Atkins, une membre de la secte de Charles Manson, dans le film Once Upon a Time… in Hollywood de Quentin Tarantino,. Succès commercial avec plus de 374 millions de dollars de recettes, l'avant-première se déroule au Festival de Cannes 2019 et reçoit une standing ovation de six minutes,. La même année, elle prête sa voix en interprètant le rôle de Candi, la serveuse d'un bar, dans le film d'animation de comédie noire La Famille Addams.
En 2022, elle joue le rôle d'Amber Freeman dans Scream, le cinquième film de la franchise Scream, réalisé par Matt Bettinelli-Olpin et Tyler Gillett. Sorti en cinéma, le film est un succès commercial, devenant le 28e film le plus rentable de l'année,,. Dans un article paru dans The A.V. Club, Katie Rife qualifie Mikey Madison dans le film d'interprète hors pair,.
En 2024, elle interprète un rôle secondaire dans la mini-série La Voix du lac. Mikey Madison est ensuite le personnage principal du film de Sean Baker, Anora, où elle joue le rôle d'une strip-teaseuse et travailleuse du sexe. Elle est engagée sans audition après que le réalisateur ait vu ses performances dans Once Upon a Time… in Hollywood et Scream,. Pour ce rôle, elle étudie le russe et réalise ses propres cascades comprenant deux scènes de combat. Elle étudie également la pole dance et s'installe temporairement à Brighton Beach, le quartier où se déroule le film, pour préparer ce dernier. Le film est présenté en avant-première au Festival de Cannes 2024, où il est acclamé par la critique et remporte la Palme d'or,. Succès à la fois critique et commercial avec 21 millions de recettes pour un budget de 6 millions, Mikey Madison est félicitée pour sa performance,. Richard Lawson de Vanity Fair loue l'accent de Brooklyn de l'actrice et trouve sa performance « grande et vivante, effrontée mais charmante ». Son interprétation lui vaut l'Oscar de la meilleure actrice (faisant d'elle la première personne de la génération Z à remporter un Oscar dans une catégorie d'interprétation) et le British Academy Film Award de la meilleure actrice, ainsi que des nominations pour un Golden Globe et un SAG Award dans la même catégorie,,.
En 2025, Mikey Madison anime en tant qu'invitée un épisode de l'émission de divertissement à sketchs Saturday Night Live.

### Vie personnelle
Mikey Madison réside dans sa ville natale de Los Angeles, en Californie. De confession juive, elle se décrit comme une « personne très spirituelle » bien qu'elle ait été élevée dans un foyer non pratiquant,. Elle a également déclaré être végétarienne,.
Lors d'une interview en date du 13 novembre 2024, elle déclare qu'elle n'utilise pas les médias sociaux, ces derniers ne lui semblant pas « authentiques ou naturels » et qu'elle n'a « rien de très significatif à ajouter ». Elle complète en disant qu'elle est une « personne très sensible » qui pense que les gens ne devraient pas lire ce que les autres disent d'eux et qu'elle se tient donc « ignorante de cette partie de l'internet » pour sa santé mentale.

## Filmographie
Sauf indication contraire, les informations mentionnées dans cette section peuvent être confirmées par la base de données cinématographiques IMDb,  présente dans la section « Liens externes ».

### Cinéma
- 2017 : Liza, Liza, Skies are Grey de Terry Sanders : Liza
- 2018 : Nostalgia de Mark Pellington : Kathleen
- 2018 : Monster d'Anthony Mandler : Alexandra Floyd
- 2019 : Once Upon a Time... in Hollywood de Quentin Tarantino : Susan Atkins
- 2019 : La Famille Addams (The Addams Family) de Conrad Vernon et Greg Tiernan : Candi le barista (voix)
- 2019 : It Takes Three de Scott Coffey : Kat Walker
- 2022 : Scream de Matt Bettinelli-Olpin et Tyler Gillett : Amber Freeman
- 2023 : All Souls de Emmanuelle Pickett : River
- 2024 : Anora de Sean Baker : Anora Mikheeva

Prochainement
- 2026 : Reptilia d'Alejandro Landes
- 2026 : The Masque of the Red Death de Charlie Polinger

### Télévision

#### Séries télévisées
- 2016-2022 : Better Things : Maxine Fox (rôle principal)
- 2017-2018 : Imposters : Maddie jeune / Nicky (2 épisodes)
- 2023 : La Voix du lac (Lady in the Lake) : Judith Weinstein

#### Émission de variétés
- 2025 : Saturday Night Live : hôte (épisode : Mikey Madison/Morgan Wallen)

## Distinctions
Sauf indication contraire, les informations mentionnées dans cette section peuvent être confirmées par la base de données cinématographiques IMDb,  présente dans la section « Liens externes ».

### Récompenses principales
- Boston Society of Film Critics 2024 : meilleure actrice pour Anora
- Festival du cinéma américain de Deauville 2024 : prix du Nouvel Hollywood
- Los Angeles Film Critics Association 2024 : meilleure performance principale pour Anora (partagé avec Marianne Jean-Baptiste pour Deux Sœurs)
- St. Louis Film Critics Association 2024 : meilleure actrice pour Anora
- Toronto Film Critics Association 2024 : meilleur performance principale pour Anora (partagé avec Marianne Jean-Baptiste pour Deux Sœurs)
- BAFTA 2025 : meilleure actrice pour Anora
- Oscars 2025 : meilleure actrice pour Anora
- Film Independent's Spirit Awards 2025 : meilleure performance principale pour Anora

### Nominations
- Golden Globes 2025 : meilleure actrice dans un film musical ou comédie pour Anora
- Satellite Awards 2025 : meilleure actrice dans un film musical ou une comédie pour Anora
- BAFTA 2025 : étoile montante pour Anora
- Critics' Choice Movie Awards 2025 : meilleure actrice et meilleure distribution pour Anora
- Screen Actors Guild Awards 2025 : meilleure actrice et meilleure distribution pour Anora